# Pistula
Pistula este un sat din comuna Ulcinj, Muntenegru. Conform datelor de la recensământul din 2003, localitatea are 370 de locuitori (la recensământul din 1991 erau 463 de locuitori).

## Demografie
În satul Pistula locuiesc 281 de persoane adulte, iar vârsta medie a populației este de 37,1 de ani (37,7 la bărbați și 36,5 la femei). În localitate sunt 86 de gospodării, iar numărul mediu de membri în gospodărie este de 4,30.
|  |

| Demografie | Demografie | Demografie |
| An         | Locuitori  | Locuitori  |
| ---------- | ---------- | ---------- |
|            |            |            |
|            |            |            |
|            |            |            |
|            |            |            |
| 1948       | 162        |            |
| 1953       | 293        |            |
| 1961       | 274        |            |
| 1971       | 359        |            |
| 1981       | 145        |            |
| 1991       | 463        | 322        |
| 2003       | 543        | 370        |

| \| Componența etnică conform recensământului din 2003[2] \| Componența etnică conform recensământului din 2003[2] \| Componența etnică conform recensământului din 2003[2] \| Componența etnică conform recensământului din 2003[2] \| Componența etnică conform recensământului din 2003[2] \| \| ----------------------------------------------------- \| ----------------------------------------------------- \| ----------------------------------------------------- \| ----------------------------------------------------- \| ----------------------------------------------------- \| \| \| \| \| \| \| \| Albanezi \| Albanezi \| \| 289 \| 78,1% \| \| Musulmani \| Musulmani \| \| 46 \| 12,43% \| \| Muntenegreni \| Muntenegreni \| \| 11 \| 2,97% \| \| Sârbi \| Sârbi \| \| 8 \| 2,16% \| \| Croați \| Croați \| \| 4 \| 1,08% \| \| Bosniaci \| Bosniaci \| \| 1 \| 0,27% \| \| necunoscută \| necunoscută \| \| 8 \| 2,16% \| |              |  |     |        |
| Componența etnică conform recensământului din 2003 |              |  |     |        |
| |              |  |     |        |
| Albanezi | Albanezi     |  | 289 | 78,1%  |
| Musulmani | Musulmani    |  | 46  | 12,43% |
| Muntenegreni | Muntenegreni |  | 11  | 2,97%  |
| Sârbi | Sârbi        |  | 8   | 2,16%  |
| Croați | Croați       |  | 4   | 1,08%  |
| Bosniaci | Bosniaci     |  | 1   | 0,27%  |
| necunoscută | necunoscută  |  | 8   | 2,16%  |